# 阿児町鵜方

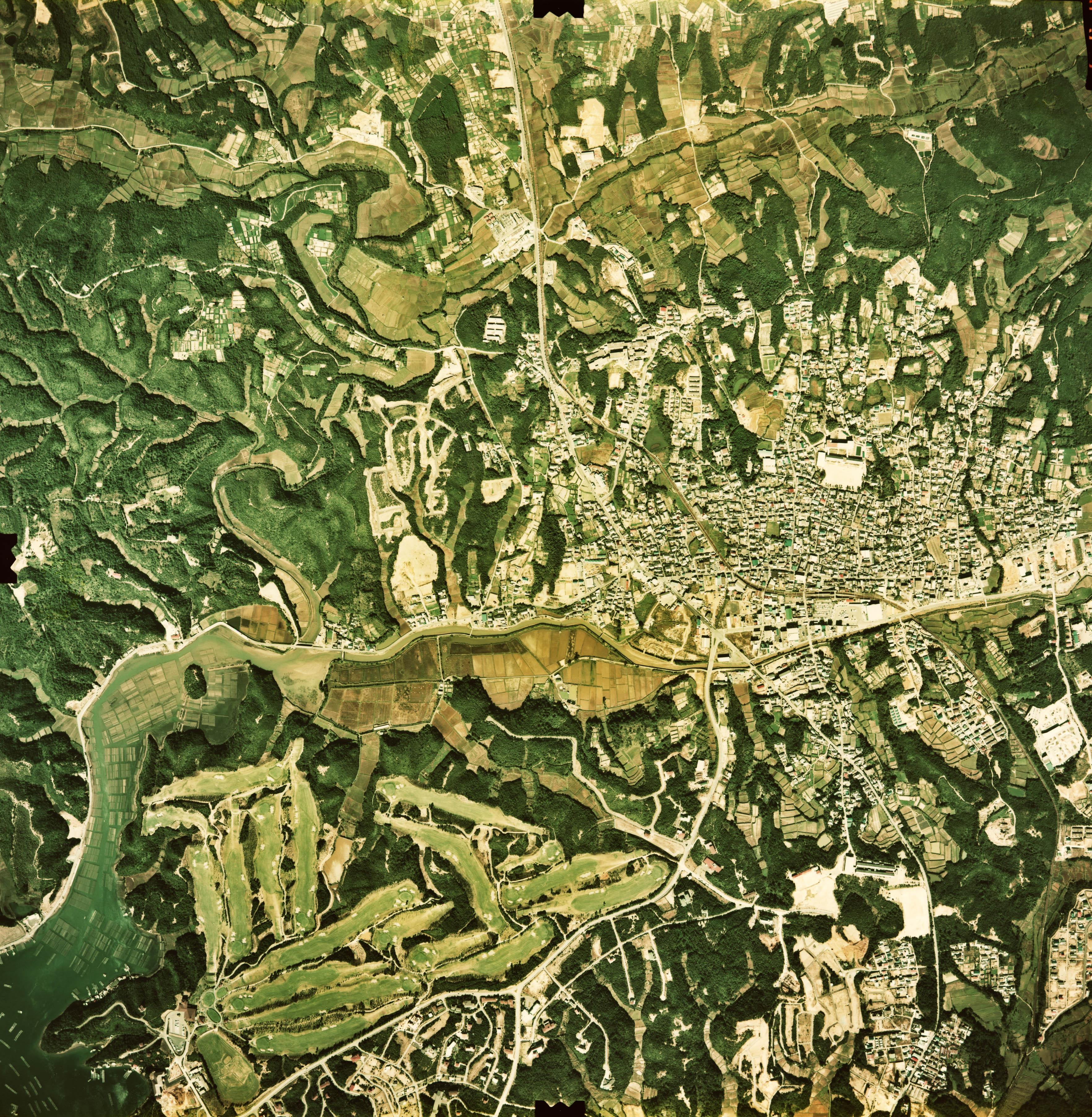
鵜方（1975年）

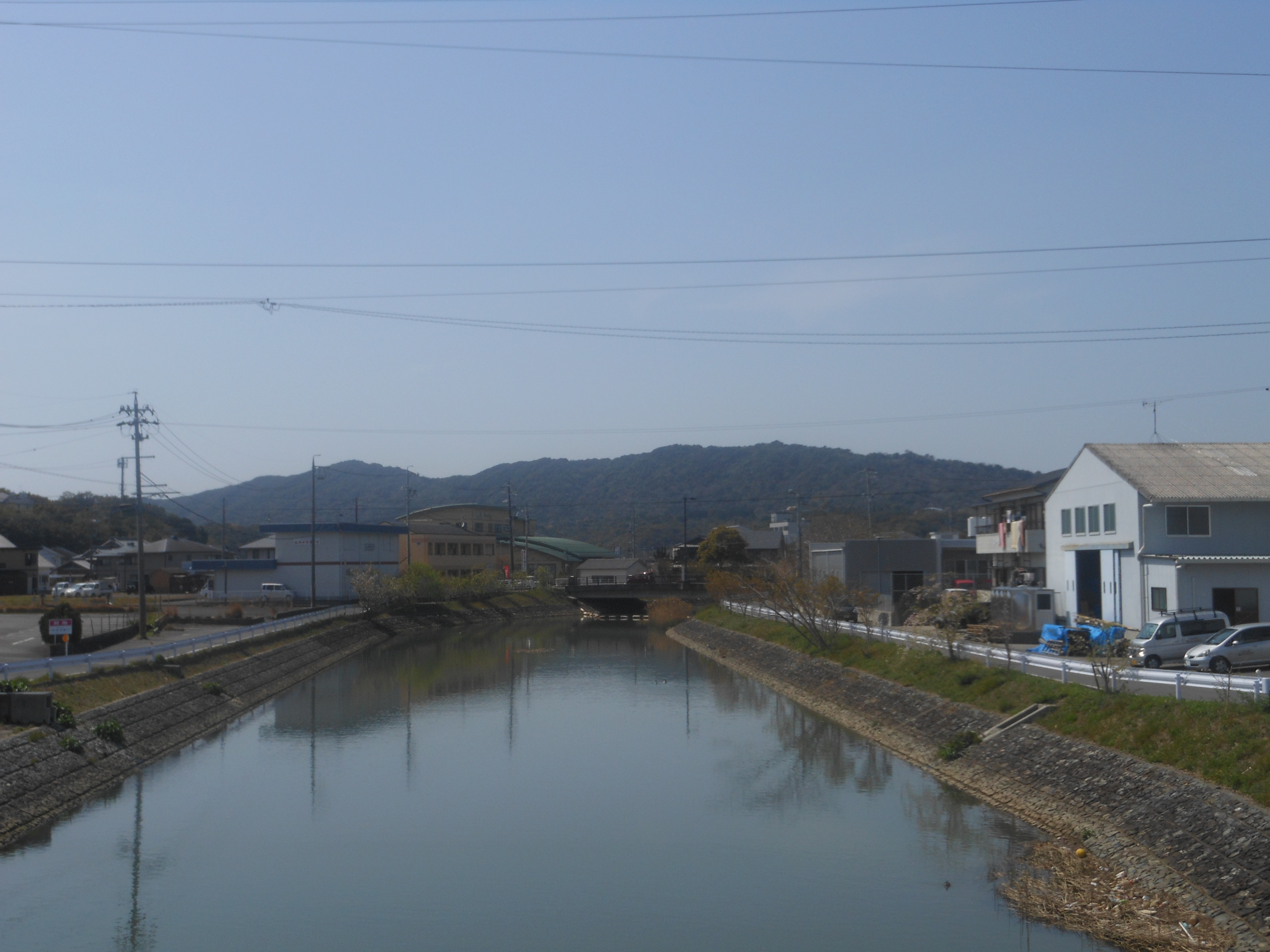
前川と横山

阿児町鵜方（あごちょううがた）は、三重県志摩市の地名。市外局番は0599、市内局番は43、44、46である。志摩市内での人口のなかで阿児町鵜方が最多である。
志摩市の中心街を成し、市の政治、経済、文化など幅広く影響を与えている。

## 地理
面積は14.55km2である。地形的には志摩丘陵の南、鵜方盆地の中央部にある。英虞湾の最も奥部は鵜方浦と呼ばれ、南岸がそれに面している。鵜方中心街には、最大5mの津波による浸水の被害が懸念されている。
- 山：横山（標高203.4m）　志摩丘陵をなす。
- 川：前川、後沖川（うしろおきがわ）、奥の野川、西川
- 海：英虞湾（鵜方浦）、鵜方浜

北は磯部町穴川・磯部町坂崎、東は阿児町国府（こう）、南は阿児町神明、西は浜島町迫子（はざこ）と接する。

### 主な小字
- 瀬戸ノ田・屋敷垣内・中ノ河内：旧来からの住宅地。鵜方駅に周辺に広がる。
- 山口丘：磯部町穴川の浅野と一体となった地区。国道167号沿いにパチンコ店や自動車販売店などが連なる。
- 金谷：パールロードの終点付近の地区。「パワーマート志摩」というショッピングセンターがあり、開発が進む。地名の由来は「金屋」であり、鍛冶屋と鋳掛屋を区別なく「金屋」と呼んでいた時代から続く古い地名であると中村精貮は解説した[3]。
- 小向井：新興の宅地と幅の広い道路が整然と造成され、郊外型ショッピングセンター「プラザ21」が誕生している。
- カヤウ（旧仮名遣い、読みは「カヨウ」）：「鵜方華洋台」という名の住宅地が建設されている。Uスクエアという三重交通が主体となって開発するショッピングセンターがある。
- 福川原：「ふくごら」と読む[4]。英虞湾に面し、三重県道17号浜島阿児線が東西に通る。鵜方浜とも呼ばれる。

## 歴史

### 近世まで
鵜方では多数の先史時代の遺跡が発見されている。縄文時代のものは小字かんの畑や松本（松本遺跡）、弥生時代のものは小字金谷、古墳時代のものは小字福河原といった具合である。
「鵜方」の地名の初出は、治承5年2月（ユリウス暦1181年2月頃）の『皇太神宮神主牒案』で、伊勢神宮の御厨であった「鵜方御厨」に熊野山逆賊等が乱入して資財を奪取したとある。同史料によると、神宮に侵入し追討されたが、後に伊勢志摩近隣の村々を襲撃したという。時代は下って中世には小字屋敷垣内（やしきがいと）に鵜方 縫殿之介（森 縫殿之介）を城主とする鵜方城（鵜方砦とも称す）が築かれた。跡地は1975年（昭和50年）に整地され、志摩市立鵜方小学校および宅地になっている。永禄年間（1558年 - 1570年）には九鬼氏の領地に変わり、その後文禄の役で武功を挙げた越賀村（現在の志摩市志摩町越賀）の越賀隆政の領地となる。
江戸時代には鵜方村として英虞郡鵜方組に属し、鳥羽藩の配下にあった。天和元年（1681年）の『御公儀差出目録控』によれば、領主に献上したものには糠・藁・柿渋・マテ貝などがあり、半農半漁の村であったことが分かる。当時の鵜方村は西の尾・中の尾・庵の尾・大矢村・東村の5つの村落からなっていた。鵜方の語源から推測されるように、水鳥が多数取れたようで、山田（現在の伊勢市）の商人に売ったと記されている。しかし、18世紀には新田開発の影響で水鳥があまり取れなくなったようである江戸時代から明治時代の中期頃まで、前川では石灰船や樽肥船が英虞湾から遡上してきていた。

### 近代以降
明治時代になると隣接する神明浦村（しめのうらむら）と合併して鵜方村となるが、8年後の1897年（明治30年）に神明浦が神明村（しんめいむら）として独立したため鵜方単独の村となり、1951年（昭和26年）に鵜方町に昇格する。鵜方は英虞湾沿岸町村の物資集散地として機能するようになり、次第に志摩郡南部の中心として発展していくこととなる。鵜方に集まる物資の代表的なものに沿岸町村から集められた肥料の「鵜方荷」がある。1929年（昭和4年）7月23日の鵜方駅開業（当時の運営者は志摩電気鉄道）も追い風となり、鵜方駅の北口に道路が建設され、商店街が誕生した。ただし駅の南側は水田の広がるのどかな風景が広がっており、町の規模や活気は浜島や和具に劣っていた。その後、2度の合併を経て志摩市の1大字となる。
1948年（昭和23年）に三重県鵜方高等学校が創立されるも1955年（昭和30年）に三重県立志摩高等学校に統合され、廃校になっている。1950年代から観光客が増加し始め鵜方駅の利用者も増えた。1956年（昭和31年）、前川河口に樋門が完成し水田の塩害が防止されることとなった一方で、完全に舟運が不可能になった。1965年（昭和40年）には前川で護岸工事と浚渫（しゅんせつ）が行われた。1960年代から鵜方駅北側の混雑対策として南側の開発が行われることとなり、1966年（昭和41年）には鵜方駅前土地区画整理事業が完工、志摩の中心としての基盤が整った。開発されたのは、江戸時代の元禄年間（1688年〜1703年）に干潟を埋め立てて開いた新田（前田沖と呼ばれる）であった。約6haの水田が埋め立てられ、東西300mに及ぶ近代的なビル街が出現した。国道も鵜方駅の南側に通された。1970年（昭和45年）には近鉄特急が名古屋・大阪方面から直接乗り入れるようになり、鵜方駅を利用する観光客とサーファーが増加した。さらに1990年（平成2年）5月22日に小向土地区画整理事業が認可を受け、前川沿いの水田を30.6haを埋め立てて1996年（平成8年）12月に700戸分が造成された。
1980年（昭和55年）7月17日、鵜方駅前に私立の志摩民俗資料館が開館した。しかし開館から数年で閉館が取り沙汰されるほど経営は厳しく、1998年（平成10年）1月31日に閉館した。2000年代以降、郊外型ショッピングセンターの進出や旅行者の自家用自動車利用の増加により、鵜方駅前は空き店舗が目立つようになっている。

### 沿革
- 1889年（明治22年）4月1日 - 町村制施行により英虞郡鵜方村大字鵜方となる。
- 1896年（明治29年）4月1日 - 郡の統合により英虞郡と答志郡が合併し、所属郡が志摩郡に変更[18]。志摩郡鵜方村大字鵜方となる。
- 1897年（明治30年） - 鵜方村から神明浦が独立し鵜方地区単独の志摩郡鵜方村となる。大字は編成せず。
- 1951年（昭和26年）1月1日 - 町制施行により志摩郡鵜方町になる。大字は編成せず。
- 1955年（昭和30年）1月1日 - 昭和の大合併により志摩郡阿児町鵜方となる。阿児町役場が地区内に設置される。
- 2004年（平成16年）10月1日 - 平成の大合併により、志摩市阿児町鵜方となる。市役所の本庁機能が三重県志摩庁舎内に置かれ、旧阿児町役場は阿児支所となる。（2008年（平成20年）9月16日の志摩市役所新庁舎業務開始に伴い、阿児支所は廃止。）

### 地名の由来
諸説ある。
1. かつての鵜方は現在よりも英虞湾（鵜方浦）が深く湾入しており、一帯に干潟を形成していた[2]。その干潟には多数の鵜が生息していたため、「鵜潟」と名付けられ、「鵜方」と表記された[2][19]。
2. 原始時代には「渦見潟」（うずみがた）と呼ばれ、潮汐により渦が形成される干潟であったことに由来する[20]。この説を紹介した中村精貮は、「渦」と呼ぶほど大きな潮流があったとは考えがたく、上記の「鵜潟」説の支持を表明している[19]。
3. 「大きな潟」を意味する「おがた」から「うがた」になり、「鵜方」と表記された[21]。

## 世帯数と人口
2019年（令和元年）7月31日現在の世帯数と人口は以下の通りである。
| 町丁       | 世帯数    | 人口    |
| ---------- | --------- | ------- |
| 阿児町鵜方 | 4,093世帯 | 9,287人 |

### 人口の変遷
1681年以降の人口の推移。2005年以後は国勢調査による推移。
| 1681年（天和元年） | 652人   | [ 6 ]     |  |
| 1747年（延享3年）  | 1,121人 | [ 2 ]     |  |
| 1880年（明治13年） | 1,632人 | [ 5 ]     |  |
| 1908年（明治41年） | 2,475人 | [ 10 ]    |  |
| 2005年（平成17年） | 9,046人 | [ WEB 6 ] |  |
| 2010年（平成22年） | 9,064人 | [ WEB 7 ] |  |
| 2015年（平成27年） | 9,251人 | [ WEB 8 ] |  |

### 世帯数の変遷
1681年以降の世帯数の推移。2005年以後は国勢調査による推移。
| 1681年（天和元年） | 149戸     | [ 6 ]     |  |
| 1747年（延享3年）  | 226戸     | [ 2 ]     |  |
| 1880年（明治13年） | 272戸     | [ 5 ]     |  |
| 1908年（明治41年） | 351戸     | [ 10 ]    |  |
| 2005年（平成17年） | 3,248世帯 | [ WEB 6 ] |  |
| 2010年（平成22年） | 3,423世帯 | [ WEB 7 ] |  |
| 2015年（平成27年） | 3,521世帯 | [ WEB 8 ] |  |

## 学区
市立小・中学校に通う場合、学区は以下の通りとなる。
| 番・番地等 | 小学校             | 中学校             |
| ---------- | ------------------ | ------------------ |
| 全域       | 志摩市立鵜方小学校 | 志摩市立文岡中学校 |

## 郷土料理

### しょいめし
しょいめし（しょい飯）とは「しょうゆ飯」の縮まった名前であり、炊き上がったご飯に醤油をかけ、煮込んだ鶏肉・ニンジン・ちくわなどの具材を加え混ぜて作る、混ぜご飯である。なお、具材は鶏肉が主であるが、必ずしも鶏肉である必要はなく、カキやウナギ、シーチキンなどを用いることがある。
しょいめしは、法事や誕生日祝い、祭りなどの際に調理されることが多い。また各家庭で味や作り方に違いがある。滋賀県高島市新旭地域にも同名の郷土料理があるが、こちらは醤油やだしで煮込んだ具材を米と一緒に炊き上げるなど、鵜方のしょいめしとは異なる。

### アンピン
アンピンは、湯で煮た餅で器に入れた小豆あんを挟むようにして食べる、雑煮の一種である。小豆入りの雑煮は出雲地方から中国地方・新潟県まで広がり、デザートとして喜ばれたといわれ、ぜんざいは正月の特別な食べ物であったが、鵜方のアンピンは起源が不明である。アンピンは鵜方独自の料理であるが、近隣では鳥羽市で小豆入りの雑煮を食べる習慣がある。

## 交通
鵜方駅は市内交通の拠点となっている。
鉄道
- 近鉄志摩線

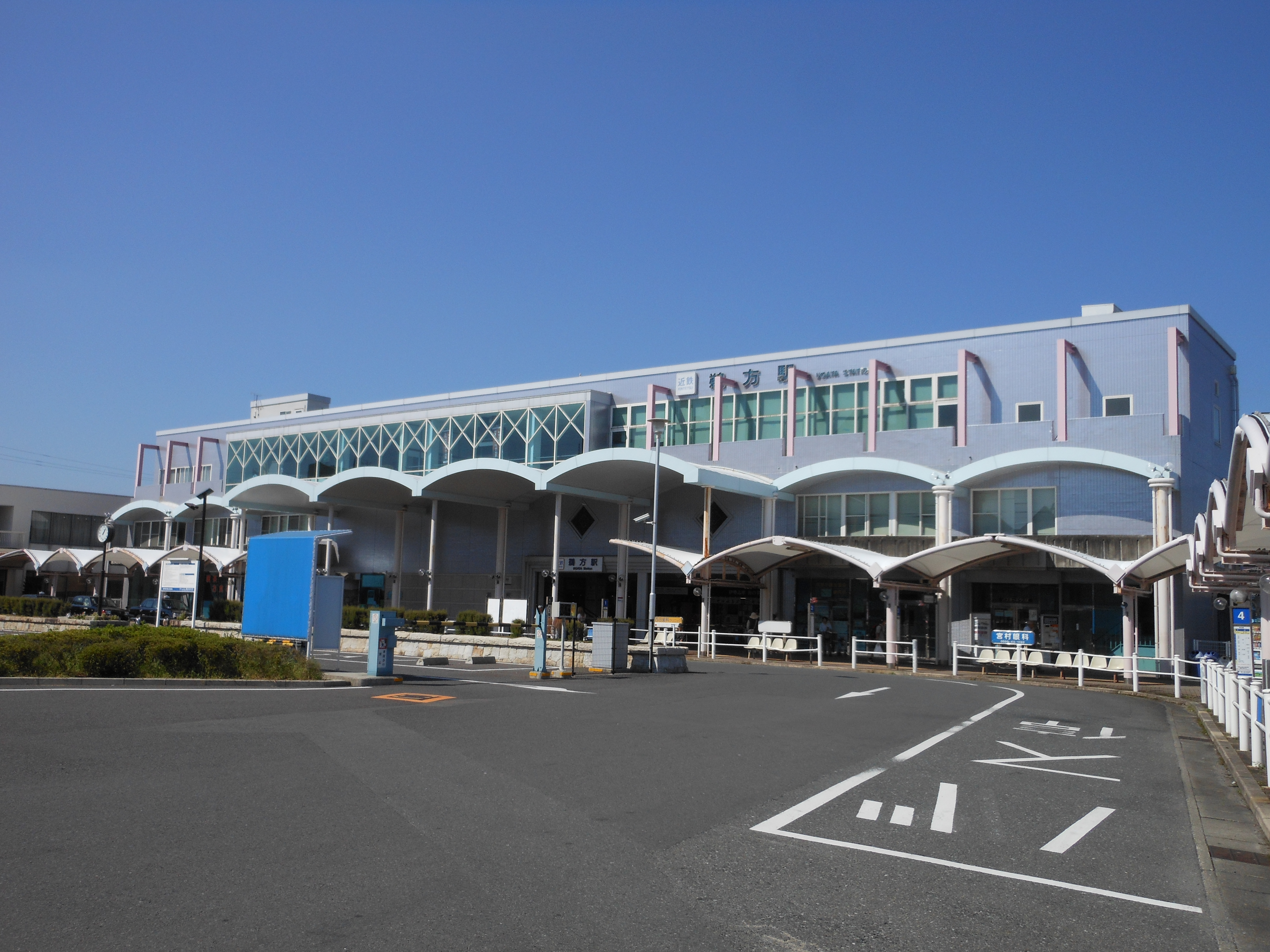
鵜方駅

  - （志摩磯部方面） - 志摩横山駅 - 鵜方駅 - （賢島方面）

バス
鵜方駅前バス乗り場が拠点となる。
- 三重交通（志摩営業所管内）
  - 60・70系統 伊勢市駅前（磯部バスセンター経由）
  - 60・62・70系統 伊勢赤十字病院（伊勢市駅前経由）
  - 60・70系統 磯部バスセンター
  - 60・62系統 御座港
  - 70系統 宿浦
  - 71系統 浜島港
  - 74系統 志摩スペイン村
  - 75系統 賢島駅前
  - 91系統 安乗
  - 92系統 志摩病院
  - 93系統 志島循環
- 磯部地域予約運行型バス「ハッスル号」（コミュニティバス）[WEB 12]
  - うみルート 志摩病院
  - うみルート 西岡医院

道路
賢島口交差点は、北は磯部町経由で伊勢市・鳥羽市へ、東は大王町・志摩町へ、南東および南西は賢島へ、西は浜島町経由で南伊勢町へつながる、志摩市の基幹的な五叉路である。東部では国道167号の鵜方磯部バイパスの建設が進んでいる。
- 国道167号
- 国道260号
- 三重県道17号浜島阿児線
- パールロード（三重県道128号鳥羽阿児線）
- 三重県道514号安乗港線

## 施設
- 環境省志摩自然保護官事務所
- 三重県志摩庁舎
- 三重県立志摩病院
- 志摩市役所
- 志摩市立鵜方幼稚園
- 志摩市立鵜方保育所
- 志摩市立鵜方第二保育所
- 志摩市立鵜方小学校
- 志摩市立文岡中学校
- 志摩自動車学校
- 鳥羽警察署阿児町交番
- 志摩市消防本部
- クインテッサホテル伊勢志摩
- 都リゾート 志摩 ベイサイドテラス
- 鵜方ファミリープラザ
- 阿児ショッピングセンター（イオン阿児店）
- プラザ21（マックスバリュ鵜方店）
- Uスクエア
- パワーマート志摩
- 百五銀行鵜方支店
- 三十三銀行鵜方支店
  - 三十三銀行志摩支店（ブランチインブランチ）
- 岡三証券志摩支店
- 伊勢農業協同組合鳥羽志摩地区本部
- 三重外湾漁業協同組合志摩支所
- 中部電力鵜方サービスステーション
- 阿児郵便局
- サンライフあご
- 志摩市商工会
- 棲鳳寺
- 宇賀多神社
- 横山石神神社
- 横山展望台
- 近鉄賢島カンツリークラブ

## 出身者
- 岩中祥史[WEB 13] - 出版社代表、県民性評論家、生誕から3か月で東京都へ
- 大形太郎 - 政治活動家

## その他

### 日本郵便
- 郵便番号 : 517-0501[WEB 2]（集配局：阿児郵便局[WEB 14]）。